# Сальмерон (Гвадалахара)
Сальмерон (ісп. Salmerón) — муніципалітет в Іспанії, у складі автономної спільноти Кастилія-Ла-Манча, у провінції Гвадалахара. Населення — 200 осіб (2010).
Муніципалітет розташований на відстані близько 100 км на схід від Мадрида, 60 км на схід від Гвадалахари.

## Демографія
Динаміка населення (INE ):

## Галерея зображень

Розташування муніципалітету у провінції Гвадалахара